# Бахмач (село)
Ба́хмач (укр. Бахмач) — село в Нежинском районе Черниговской области Украины.
Население составляет 3009 жителей (2006 год). Плотность населения — 400 чел/км².
Впервые упоминается в 1147 году, как место расположение летописного города Бохмач.
Ранее входило в состав Бахмачского сельсовета Бахмачского района, 17 июля 2020 года в ходе административной реформы вошло в Бахмачскую городскую общину Нежинского района Черниговской области.

## География
Расположено на берегу реки Бахмач. Село находится в непосредственной близости с районным центром (Бахмач). Средняя высота населённого пункта — 144 м над уровнем моря. Село находится в зоне умеренно континентального климата.

## Экономика
В селе культивируют зерновые и технические культуры. Животноводство представлено мясо-молочным скотоводством.

## Население
Национальный состав представлен преимущественно украинцами, конфессиональный состав — христианами.

### Известные люди
В селе Бахмач в 1949 году родился Данько Николай Иванович — доктор технических наук, профессор, академик Транспортной академии Украины, ректор Украинской государственной академии железнодорожного транспорта.